# Jack Gregg

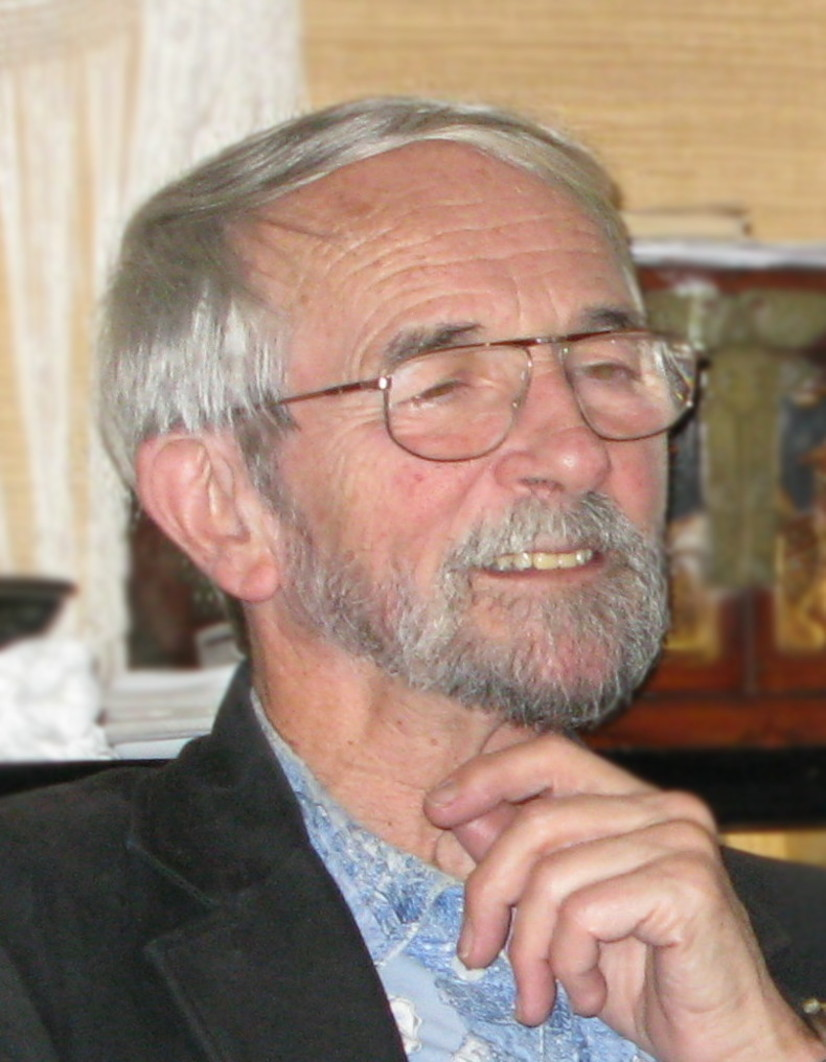
Jack Gregg (2010)

Jack Gregg (* 1938 in West Virginia) ist ein amerikanischer Kontrabassist (auch Cello), der vor allem in der Creative Music hervorgetreten ist.

## Leben und Wirken
Gregg wuchs in Memphis (Tennessee) mit Blues-, Gospel- und  Country & Western-Musik auf, bevor er sich unter dem Einfluss von Aufnahmen Louis Armstrongs dem Jazz zuwandte. Mit zehn Jahren begann er Ukulele zu spielen; mit zwölf Jahren wechselte er an die Posaune, mit 15 Jahren zum Kontrabass, den er in Tanzorchestern und in Rhythm-and-Blues-Bands spielte. Mit 17 Jahren meldete er sich zur Armee, bei der er zwei Jahre in Alaska diente, wo er auch die Möglichkeit zum Musizieren hatte. Nach der Entlassung lebte er kurz in Kalifornien, um dann mit Bands zwischen New Orleans und Memphis aufzutreten. 1961 wurde er Mitglied im Orchester von Claude Thornhill, mit dem er auf Tournee ging. Er zog 1964 nach New York City, um bei Frederick Zimmermann zu studieren; in dieser Zeit gehörte er zur Band von Roy Eldridge. Dann öffnete er sich dem Free Jazz und spielte mit Marion Brown, Jeanne Lee, Paul Bley, Marion Brown und Andrew Cyrille; daneben interessierte er sich für den sich entwickelnden Rockjazz und jammte mit Larry Coryell, Gary Burton, Steve Swallow, Eddie Gomez und Jack DeJohnette. Mit DeJohnette, Bob Moses, Jumma Santos und Harold Vick gründete er 1970 die Fusion-Band Compost. In den nächsten Jahren trat er auch mit  Jaki Byard, Horace Silver und Gil Evans auf und tourte häufig mit der Galaxie Dream Band von Gunter Hampel in Europa.
1976 ließ er sich in Europa nieder, wo er in Paris mit Frank Wright, Noah Howard, Marion Brown, Longineu Parsons, Raymond Boni und Memphis Slim arbeitete, aber auch mit Joe Henderson, Joe Lee Wilson und Steve McCraven auf Tournee ging. 1995 zog er nach Beirut, wo er als Kontrabass-Dozent am Nationalkonservatorium arbeitete, aber auch mit Ziad Rhabani und mit Three Wheel Drive auftrat. Seit 2005 lebt er wieder in Paris, von wo aus er mit Archie Shepp und Bobby Few auf Tournee ging.

## Diskographische Hinweise
- Gábor Szabó Jazz Raga (Impulse! Records 1966)[1]
- Compost Take Off Your Body (Columbia Records 1970)
- Marion Brown Afternoon of a Georgia Faun (ECM 1970)
- Gunter Hampel Out of New York (MPS 1971)
- Compost Life Is Round (Columbia 1972)
- Bob Moses Bittersweet In The Ozone (Mozown 1975)
- Marion Brown Back to Paris (Marge 1980)
- Abbey Lincoln feat. Archie Shepp Painted Lady (Inner City 1987)